# 上秋月村
上秋月村（かみあきづきむら）は、福岡県朝倉郡にあった村。現在の朝倉市の一部。

## 地理
筑後川支流、小石原川の上中流域に位置していた。
- 山：古処山、屏山、馬見山[1]

## 歴史

### 沿革
- 1889年（明治22年）4月1日 - 町村制の施行により、夜須郡上秋月村、日向石村、江川村、下座郡山見村・田代村が合併して村制施行し、上秋月村が発足[1][2]。
- 1896年（明治29年）4月1日 - 郡の統合により朝倉郡に所属[1][3]。
- 1954年（昭和29年）4月1日 - 朝倉郡甘木町、安川村、秋月町、立石村、福田村、馬田村、蜷城村、三奈木村、金川村と合併し、甘木市を新設して廃止された[1][2]

### 地名の由来
中世の秋月荘に由来か。古来からよく知られていた。

## 産業
米、小麦、果樹を主とした農業、林業。